# 膣垢
膣垢（ちつこう、vaginal smear）とは膣粘膜の剥離細胞、白血球、粘液からなる膣内貯留物。ネズミ、ハムスター、モルモットでは性周期の時期により周期的な変化が生じることから膣垢の検査により性周期の時期を判定することができる。また、犬においても利用されることがある。膣垢検査法は動物に与えるストレスの少ない検査法である。